# Jeunesse au plein air
Pour les articles homonymes, voir JPA.
 (juillet 2016).
Si vous disposez d'ouvrages ou d'articles de référence ou si vous connaissez des sites web de qualité traitant du thème abordé ici, merci de compléter l'article en donnant les références utiles à sa vérifiabilité et en les liant à la section « Notes et références ».
Jeunesse au Plein Air (dont le nom est très souvent abrégé en JPA) est une confédération d'œuvres laïques. Depuis 1938, JPA a pour mission de faciliter l'accès aux vacances et aux loisirs des enfants et des adolescents.
Jeunesse au Plein Air est reconnue d'utilité publique depuis 1949.

## Historique
En 1938 est créée la Fédération nationale des œuvres laïques de vacances d’enfants et d’adolescents (FNOLVEA) à l'initiative de Georges Lapierre secrétaire général adjoint du Syndicat national des instituteurs, encouragé par Jean Zay et Léo Lagrange. Rejoignent cette fédération plusieurs associations issues du monde syndical et des mouvements laïques, dont la Ligue française de l'enseignement, La Fédération des Pupilles de l'enseignement public, la Confédération générale du travail et Odcvl (Office départemental des centres de vacances et de loisirs) . 
À partir de 1939, une collecte est organisée sous la forme de vente de timbres et de cartes. Les premiers timbres sont dessinés   par Francisque Poulbot.
La FNOLVEA est dissoute temporairement pendant l'occupation et le régime de Vichy. Elle renaît en 1945. La campagne de vente de timbres est relancée en 1947 sous le nom de « Jeunesse au Plein Air ».
En 1949, l'association adopte le nom de Jeunesse au Plein Air. 

### Présidents de Jeunesse au Plein Air
| 1938-1950 | Théodore Steeg   |
| 1950-1957 | Édouard Herriot  |
| 1957-1966 | Vincent Auriol   |
| 1966-1974 | Aristide Beslais |
| 1974-1988 | Guy Debeyre      |
| 1988-1996 | Francine Best    |
| 1996-2000 | Christian Nique  |
| 2000-2012 | François Testu   |
| 2012-2020 | Jacques Durand   |
| 2021-     | Christian Dominé |